# Tennessee Ridge
Tennessee Ridge is een plaats (town) in de Amerikaanse staat Tennessee, en valt bestuurlijk gezien onder Houston County en Stewart County.

## Demografie
Bij de volkstelling in 2000 werd het aantal inwoners vastgesteld op 1334.
In 2006 is het aantal inwoners door het United States Census Bureau geschat op 1325, een daling van 9 (-0,7%).

## Geografie
Volgens het United States Census Bureau beslaat de plaats een oppervlakte van
9,6 km², geheel bestaande uit land.

## Plaatsen in de nabije omgeving
De onderstaande figuur toont nabijgelegen plaatsen in een straal van 28 km rond Tennessee Ridge.